# Halsbandsprocessen

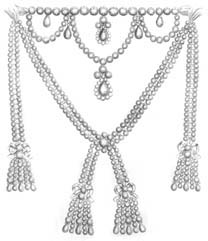
Halsbandet

Halsbandsprocessen (franska: Le procès du collier), även halsbandsaffären, en skandalprocess i Paris 1785–1786, vilken i hög grad bidrog till att nedsätta kungadömets och särskilt drottning Marie-Antoinettes anseende i allmänhetens ögon samt därigenom i sin mån förberedde franska revolutionens framgångar.

## Sammanhanget
Kardinal Louis de Rohan, som kommit i onåd vid hovet på grund av sitt beteende som fransk ambassadör i Wien (1772–1774), försökte åter komma i gunst och råkade därvid ut för en slipad äventyrerska, grevinnan La Motte, vilken förstod att inge honom den föreställningen, att hon hade stort inflytande hos drottningen. Grevinnan hade i själva verket aldrig lyckats bli presenterad för drottningen. Hon lät emellertid sin förtrogne och sekreterare Rétaux de Villette i Marie-Antoinettes namn skriva brev till kardinalen och arrangerade genom sin mans och Villettes förmedling ett nattligt möte i Versailles slottspark (augusti 1784) mellan kardinalen och en ung flicka, Nicole Leguay, kallad "baronessan d'Oliva", vilken utgav sig för att vara drottningen, som hon i viss mån liknade till utseendet. 
Den lättrogne, så småningom alltmer duperade kardinalen, förmåddes i februari 1785 att i drottningens namn med juvelerarna Böhmer och Bassenge avsluta köp av ett till 1 600 000 livres uppskattat diamanthalsband, vilket de båda juvelerarna på Ludvig XV:s tid tillverkat åt madame du Barry och sedermera gång på gång förgäves försökt få sälja till Marie-Antoinette. Grevinnan intalade kardinalen, att drottningen ville i hemlighet inköpa det på avbetalning för sina besparingar. 
Väl i besittning av smycket, lät grevinnan La Motte genom sin man sälja de dyrbaraste juvelerna i London och realiserade de övriga genom andra förtrogna, allt för att få medel till sitt slösaktiga levnadssätt. Kort efter första betalningsterminens utgång (augusti samma år) upptäcktes sveket, därigenom att juveleraren Böhmer gjorde en påminnelse hos drottningens kammarfru, Jeanne-Louise-Henriette Campan. Rohan insåg för sent sitt misstag, och i första hettan förmådde den förolämpade drottningen sin gemål att på ett uppseendeväckande sätt låta arrestera kardinalen (15 augusti). Greve La Motte undkom till England, men övriga deltagare i sveket häktades jämte kardinalens förtrogne, den ryktbare äventyraren Cagliostro, vilken grevinnan La Motte försökte peka ut som bedrägeriets upphovsman. 
Målet överlämnades till Parisparlamentet, som efter en långvarig rättegång, varunder politiska hänsyn och familjen Rohans inflytande mycket spelade in, genom sitt utslag av 31 maj 1786 fullständigt frikände Rohan och Cagliostro, men dömde den frånvarande greve La Motte till livstidsarbete på galärerna, grevinnan till schavottering, brännmärkning som tjuv och livstids fängelse i La Salpêtrière samt Villette till ständig landsflykt. Oliva slapp undan med en lätt tillsägelse. 
De anklagades advokater publicerade under rättegången sina inlagor, vilka fick stor spridning bland den skandallystna allmänheten liksom även de memoarer flera i saken invecklade personer, särskilt grevinnan La Motte, som 1787 undkom till England, sedermera utgav. På så sätt och genom muntligt skvaller inrotade sig i vida kretsar den ännu av åtskilliga författare hysta uppfattningen, att Marie-Antoinette genom en kärleksaffär med Rohan skulle ha försökt komma åt halsbandet, ett förtal, som grundligare studium av handlingarna i målet numera torde ha fullständigt vederlagt.

## Påverkan på eftervärlden
För att förstå hur denna till synes mindre skandal spelade en roll för att starta franska revolutionen måste man se på sammanhanget. Landet befann sig i en ekonomisk kris, många av invånarna svälte, och de högre klasserna i landet anklagades för att misshandla nationens finanser. För bönderna såg det ut som om de styrande i landet spelade ut en småsint fejd över en lyxvara.
För samtiden framstod Marie-Antoinettes roll i affären som tvetydig. Skandalen förstörde drottningens rykte (trots att hon var så gott som oskyldig i händelsen) och bekräftade folkets värsta farhågor om de styrande i landet, nämligen att de var inkompetenta och giriga. Dessutom verkade det vara en av många skandaler som skadade drottningens rykte. Skandalerna staplades upp på varandra och fyra år senare kom den franska revolutionen.